# 维亚切斯拉夫·什波尔特

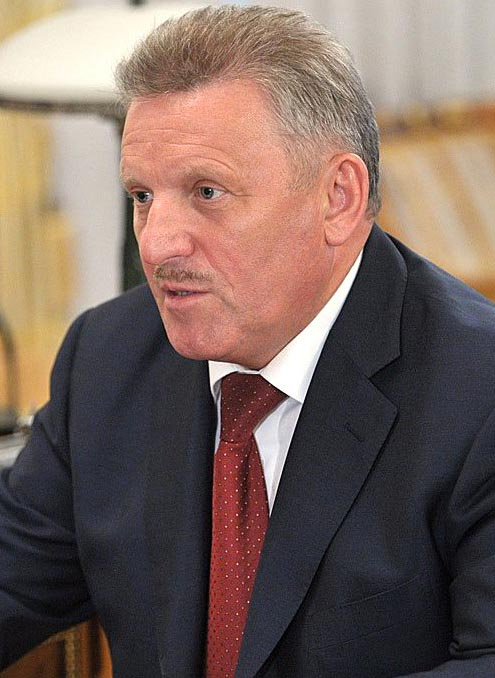
维亚切斯拉夫·什波特

维亚切斯拉夫·伊万诺维奇·什波尔特（俄语：Вячеслав Иванович Шпорт，1954年6月16日—）俄罗斯政治家，2009年5月6日至2018年9月28日为哈巴罗夫斯克边疆区州长。2018年9月，他在哈巴罗夫斯克边疆区州长选举中输给了俄罗斯自民党候选人谢尔盖·富尔加尔。什波特在前为苏联共产党党员，1999-2007年担任俄罗斯联邦国家杜马议员，2013-2017任统一俄罗斯党最高委员会委员，自2019年1月23日起担任俄罗斯联邦军事工业委员会成员。